# Milbank (Dakota del Sur)
Milbank es una ciudad ubicada en el condado de Grant en el estado estadounidense de Dakota del Sur. En el Censo de 2010 tenía una población de 3.353 habitantes y una densidad poblacional de 455,36 personas por km².

## Geografía
Milbank se encuentra ubicada en las coordenadas 45°13′10″N 96°38′1″O / 45.21944, -96.63361. Según la Oficina del Censo de los Estados Unidos, Milbank tiene una superficie total de 7.36 km², de la cual 7.15 km² corresponden a tierra firme y (2.92%) 0.21 km² es agua.

## Demografía
Según el censo de 2010, había 3.353 personas residiendo en Milbank. La densidad de población era de 455,36 hab./km². De los 3.353 habitantes, Milbank estaba compuesto por el 96.36% blancos, el 0.18% eran afroamericanos, el 0.42% eran amerindios, el 0.33% eran asiáticos, el 0% eran isleños del Pacífico, el 1.85% eran de otras razas y el 0.86% pertenecían a dos o más razas. Del total de la población el 3.16% eran hispanos o latinos de cualquier raza.